# I.J. Berthe Hess
I.J. Berthe Hess (Paris, 4 novembre 1925 - Bordeaux, 5 avril 1996) est une peintre française reconnue comme créatrice de la technique nommée Berthisme. C'est une technique complexe qui implique l'utilisation de grandes quantités de peinture à l'huile, appliquées au pinceau et mises en relief sur toile.

## Jeunesse
Fille d'immigrés russes, Joseph et Chaja Izapow, I.J. Berthe Hess est née Berthe Izapow, le 4 novembre 1925 à Belleville, Paris en France dans une famille de cinq enfants. Ses parents tenaient une petite usine de cuir. En 1933, lorsque Berthe avait huit ans, sa famille déménage à la Porte des Lilas. Durant la Seconde Guerre mondiale, sa maison est utilisée par des partisans et résistants, et Berthe s'engage à livrer des messages au chef de la Résistance, Jean Moulin.
À l'âge de 24 ans, elle rencontre son mari, Adolph Hess, citoyen britannique, lequel a 21 ans. Ils se marient immédiatement et donnent naissance à sa fille unique, la danseuse et chorégraphe, Mauricette Fortunée Hess, laquelle à son tour aura un fils, le musicien et scénariste de bande dessinée, Sol Hess.

## Carrière
Durant sa carrière, en plus de signer ses toiles, I.J. Berthe Hess les authentifiait par l'empreinte de son pouce au dos de la toile. Sa technique, le "Berthisme", nommée ainsi par le critique d'art britannique, Peter Fuller, impliquait la "mise en relief" de grandes quantités de peinture à l'huile appliquées avec un tout petit pinceau.
Ainsi, la surface de la plupart des toiles de Hess atteignent jusqu'à 5 cm d'épaisseur et pouvaient prendre plusieurs années à sécher.
Observée de près, la surface apparait comme un labyrinthe abstrait composé de couleurs et de lumière, lesquelles semblent emprisonnées dans la matière épaisse de la peinture. C'est lorsque le spectateur s'éloigne des toiles, que les images et les scènes créées par Hess en émergent progressivement.
Les plus grandes toiles pouvaient lui prendre un an de travail et jusqu'à sept ans à sécher.
La production d'I.J. Berthe Hess ayant été limitée par le temps de création que chaque peinture lui prenait, son œuvre est extrêmement rare. De plus, sa technique est tellement exigeante et complexe qu'elle a été évaluée comme étant impossible à imiter ou fausser, et ceux qui auraient essayé semblent avoir échoué.
Par son utilisation de la couleur et de la lumière, le travail de Berthe Hess a souvent été décrit comme s'aventurant "une étape au-delà de l'impressionnisme", et tandis qu'elle a été comparée à des peintres tels que Turner, Pissarro, Manet, Rubens, Utrillo, ou encore Pollock, tous les critiques se sont accordés à avouer que son travail est unique. En 1969, Peter Fuller, qui s’apprêtait à lui dédier un livre lorsqu'il est mort d'un accident de voiture, a déclaré l’œuvre d'I.J. Berthe Hess comme étant "une contribution majeure à l'art de ce siècle".
I.J. Berthe Hess est décédée le 5 avril, 1996 à Bordeaux en France.

## La B.H. Corner Gallery
En 1967, la famille Hess emménage à Londres en Angleterre, et ouvre une galerie, la B.H. Corner Gallery, située à Cathedral Place, près de Paternoster Square et la cathédrale Saint-Paul, au sein de la cité de Londres. Y sont mis en avant de jeunes artistes contemporains, et en 1972 une partie de la galerie devient un endroit d'exposition permanent du travail d'I.J. Berthe Hess.
La galerie devient rapidement très populaire et alors qu'on y rencontre à la fois célébrités, artistes, auteurs et politiciens, l'endroit est très fréquenté par toutes les strates de la population de la cité.
Adolph Hess a géré la galerie jusqu'à sa mort en 1977, après quoi Berthe et sa fille Mauricette Fortunée l'ont maintenue ouverte jusqu'en 1987, étant obligées de la fermer à cause du ré-aménagement de Paternoster Square.